# Barbados Motor Company
Barbados Motor Company war ein Hersteller von Automobilen aus Barbados.

## Unternehmensgeschichte
Das Unternehmen begann 1977 mit der Produktion von Automobilen. Der Markenname lautete Barbados. Designer war Neville Trickett, der im Vereinigten Königreich für GP, Opus, Siva Engineering Sales Company und Siva Motor Car Company tätig war. Als weitere Person wird John Jobber von GP genannt. Im gleichen Jahr endete die Produktion.

## Fahrzeuge
Das einzige Modell war ein Strandwagen. Ein Vierzylindermotor von Volkswagen trieb die Fahrzeuge an. Die offene Karosserie hatte keine Türen. Auffallend war das Reserverad auf der vorderen Haube.